# Бжезьниця (Бохенський повіт)
Бжезьниця (пол. Brzeźnica) — село в Польщі, у гміні Бохня Бохенського повіту Малопольського воєводства.
Населення — 1150 осіб (2011).
У 1975-1998 роках село належало до Тарновського воєводства.

## Демографія
Демографічна структура станом на 31 березня 2011 року:
|          | Загалом | Допрацездатний вік | Працездатний вік | Постпрацездатний вік |
| -------- | ------- | ------------------ | ---------------- | -------------------- |
| Чоловіки | 584     | 123                | 414              | 47                   |
| Жінки    | 566     | 117                | 349              | 100                  |
| Разом    | 1150    | 240                | 763              | 147                  |